# Матилда Тосканска
Матилда Тосканска (на италиански: Matilde di Toscana, Matilde di Canossa; на латински: Matilda, Mathilda; * 1046; † 24 юли 1115, Реджоло) е през 1052 – 1056 и 1069 – 1115 г. маркграфиня на Каноса в Апенините на Емилия-Романя, 18 km южно от Реджо нел'Емилия. Тук германският крал Хайнрих IV се среща през февруари 1077 г. с папа Григорий VII, за да се покае и свали анатемата си. Наричана е „Велика графиня“ и е високо образована.
Матилда е маркграфиня на Тусция (1053 – 1056 под регентството на майка си Беатрис от Лотарингия), херцогиня на Сполето (1053 – 1056 под регентството на Беатрис), маркграфиня на Тусция (1070 – 1115, до 1076 заедно с Беатрис), херцогиня на Сполето (1070 – 1082, до 1076 г.).

## Произход
Дъщеря е на маркграфа на Тоскана и херцог Бонифаций III, княз на Реджо, Модена, Мантуа, Бреша, и Ферара. Майка ѝ Беатрис от Лотарингия е дъщеря на херцог Фридрих II от Горна Лотарингия и Матилда, дъщеря на Херман II, херцог на Швабия (Конрадини). Матилда е най-малкото дете.

## Биография
Нейният баща е убит през 1052 г., по-големите ѝ братя и сестри умират малко след това. Матилда наследява земите на баща си, но е малолетна и майка и Беатрис поема регентството.
През пролетта на 1054 г. Беатрис се омъжва за братовчед си Готфрид III Брадати, херцог на Долна Лотарингия. Неговият брат Фридрих става папа Стефан IX (1057 – 1058). Готфрид е свален и Беатрис и нейната дъщеря са заведени през 1055/56 г. като заложници в Германия. През 1056 г. Готфрид получава обратно владенията на Матилда, взема титлата и регентството и управлява до смъртта си през 1069 г.
Между ноември 1069 и април 1070 г. Матилда е омъжена за Готфрид IV, наричан „Гърбавия“ († 1076). В края на 1071 г. Матилда го напуска и живее в именията си в Италия. След смъртта на съпруга и майка ѝ, тя управлява сама големите владения в Тоскана и в долината на По. През 1079 г. Матилда определя папата за свой наследник в случай, че няма деца.
През 1090 г. тя се омъжва по желание на папа Урбан II (1087 – 1099) вече над 40-годишна за 16-годишния Велф V от рода на Велфите, най-големият син на херцог Велф IV от Бавария, но и с него живее разделено.
През 1099 г. тя осиновява граф Гуидо Гуера от Тусция като маркграф на Тусция. Подновява през 1102 г. предимството на църквата и през 1111 г. определя за свой наследник император Хайнрих V. Същата година тя става наместничка на императора в Лигурия.
Матилда умира в Bondeno di Roncore и е погребана в манастира San Benedetto di Polirone в Сан Бенедето По. През 1615 г.,  500 години след нейната смърт, тленните ѝ останки са пренесени в базиликата „Свети Петър“.